# 肺がん撲滅デー
肺がん撲滅デー（はいがんぼくめつデー）は、毎年11月17日に定められた記念日。
禁煙の先進国アメリカ合衆国では毎年11月第3週が「たばこ警告週間」となっていることから、2000年に東京で開催された国際肺癌学会にて制定された。
なお、11月は世界的な肺がん啓発月間（はいがんけいはつげっかん、英語：Lung Cancer Awareness Month）である。
シンボルカラーはパール（日本肺癌学会は、パール＆ホワイトリボンバッジ(肺癌撲滅・禁煙推進) を推進している）。
これとは別に、世界肺がんデーというのもある。こちらは8月1日である。

## 制定
国際肺癌学会が肺癌撲滅の目的を掲げたLung Cancer Awareness Day (肺癌撲滅デー)を11月17日に設定し2000年以来毎年この日に禁煙を主体とした市民公開講座を開始し、学会事務局所在地（コペンハーゲン、2003年からデンバー）の各国大使館へ禁煙東京宣言の文書を送り続けている。一方、これに続きわが国においても日本肺癌学会が2000年11月2日に禁煙宣言を発表し、11月17日の肺がん撲滅デーでは全国的なイベントを展開している。

### 肺がん
厚生労働省が2022年9月に公表した「2021年の人口動態統計（確定数）」によると、がんによる死亡は、男性が22万2,467人、女性が15万9,038人。部位別でみると、男性は肺がん、大腸がん、胃がん、すい臓がん、肝臓がんの順に多く、女性は大腸がん、肺がん、すい臓がん、乳がん、胃がんの順となっている。 また、肺がんの最大の危険因子（リスクファクター）の1つに喫煙が指摘されており、喫煙者が肺がんになる危険性は、非喫煙者に比べ男性で4.8倍、女性で3.9倍というデータもある。

## イベント
全国でイベントを活用した肺がん啓発が行われている。一例として、横浜市の場合、肺がん検診の受診勧奨、禁煙相談・世界禁煙デー・肺がん検診等における禁煙啓発などを積極的に開催している。他にも、パールリボンキャラバン など。

### すわん君
日本循環器学会による禁煙啓発キャラクター｢すわん君｣が全国の禁煙イベントのほか、関連医学会（日本呼吸器学会、日本肺癌学会、日本高血圧学会、日本禁煙学会等）に参加し啓蒙活動を展開している。